# István Hevesi
István Hevesi (Eger, 2. travnja 1931.) je bivši mađarski vaterpolist.
István Hevesi je sudjelovao u 73 utakmice za Mađarsku.
Bio je sudionikom OI 1956., kada je bio prvakom, a na OI 1960. je osvojio brončano odličje.
Na europskim prvenstvima 1954. i 1958. osvojio je zlatna odličja.
Nakon što je 1956. mađarska revolucija bila ugušena, Hevesi je bio među sedmoricom igrača, koji se nakon olimpijskih igara nisu vratili u Mađarsku.
1958. se ipak se vratio u mađarsku izabranu vrstu.